# Valle Sabbia
(Anonimo)
La Valle Sabbia (anche Valsabbia, Val Sabbia o Val di Sabbio, in bresciano Val Sàbia) è una valle prealpina situata nella parte orientale della provincia di Brescia e una popolazione di circa 66 000 abitanti.

## Geografia

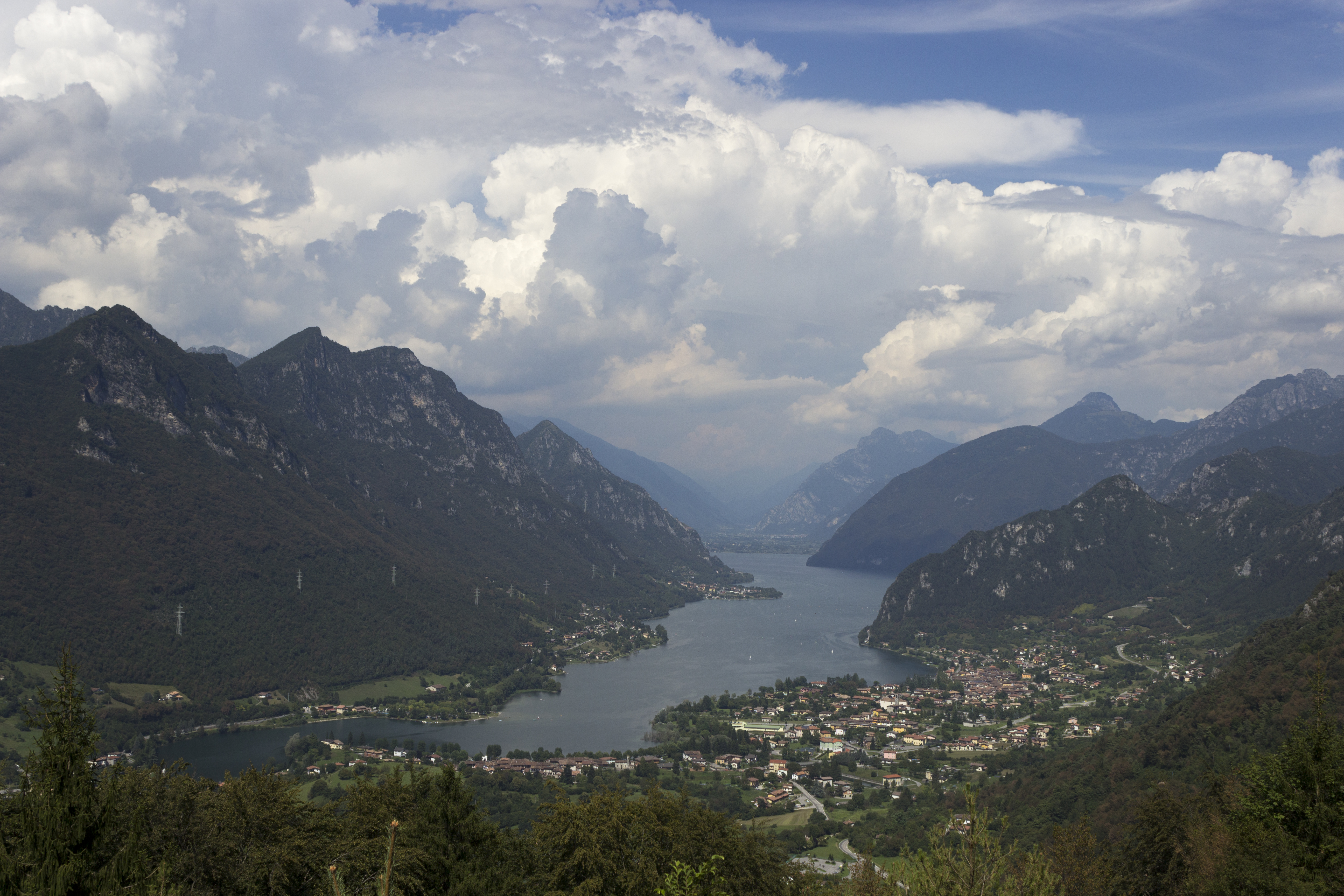
Lago d'Idro

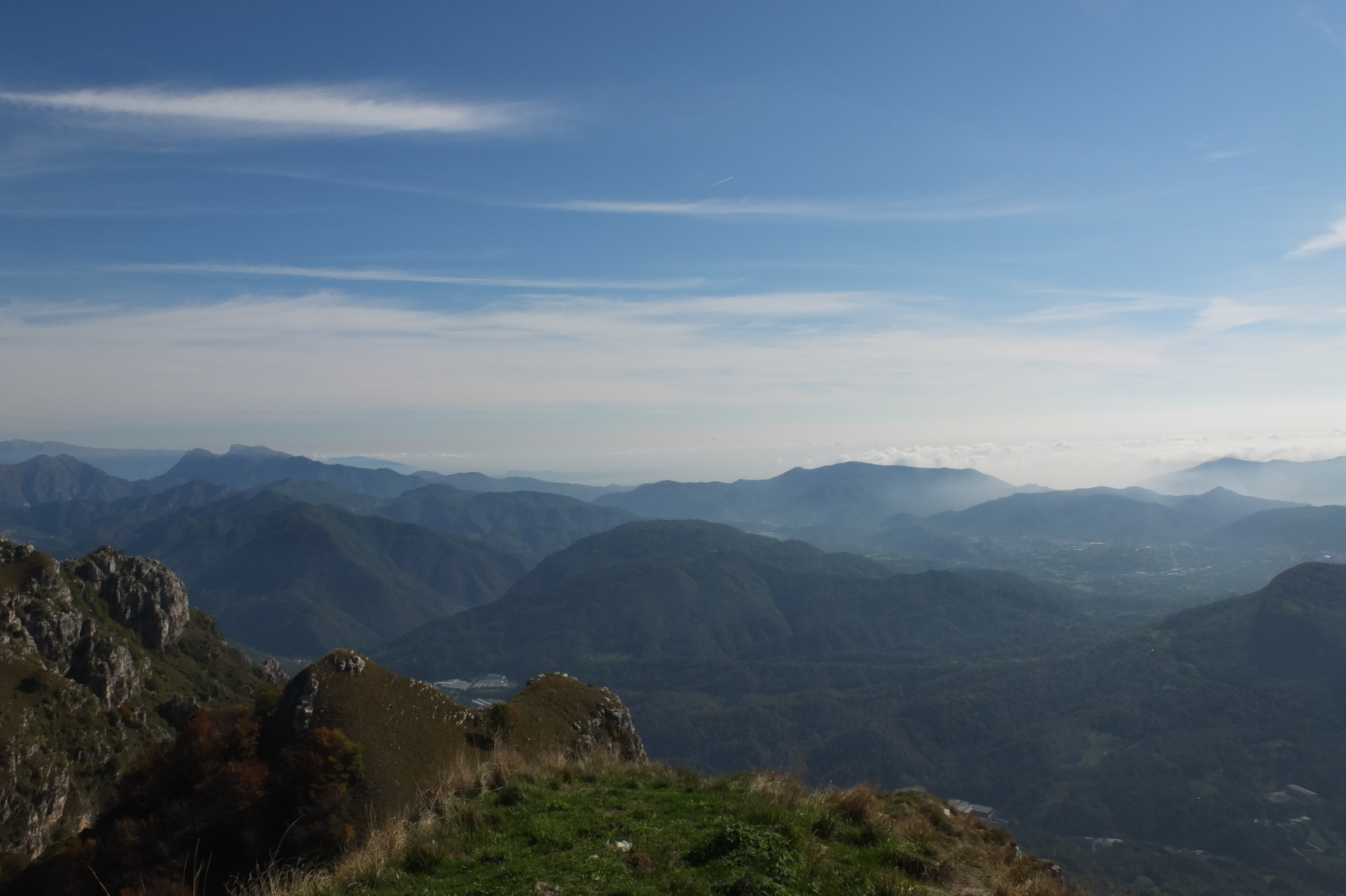
Vista sul Garda e Valsabbia dalla Corna Savallo

Fisicamente costituisce un'unica valle con la Val di Chiese, appartenente alla Provincia autonoma di Trento.
Il suo territorio è compreso tra il Lago di Garda ad est, la Val Trompia ad ovest, le Valli Giudicarie a nord e la Pianura Padana a sud.
La principale via d'accesso è rappresentata dalla Strada statale 237 del Caffaro.
È percorsa dal fiume Chiese, immissario ed emissario del Lago d'Idro.

## Economia
Al 2011 ospita la più grande centrale fotovoltaica pubblica d'Europa. La centrale si trova in località Gusciana sotto il monte Budellone nel comune di Paitone.

## Storia
Giungono forse nel tardo neolitico i primi abitatori della Valle Sabbia. Lo testimonierebbero resti ceramici e litici di quel periodo, messi in luce nelle grotte dette “Cùei de Baratù”. 
Vengono dalle pianure russo-asiatiche, dalle plaghe danubiane e si spostano seguendo le grandi migrazioni, verso l'Europa occidentale. 
Sono grossi gruppi familiari, tribù, che la tradizione chiamerà  Sabini, Stoni, Vennoni, Edrani. Si stabiliscono nei punti strategici della valle, costruiscono vasti insediamenti di capanne che poi fortificheranno con solidi muri a secco, i cosiddetti “castellieri” i cui resti sono ancora visibili nell'arca di qualche paese. 
Ricca di acque, di boschi, di cacciagione, la Valle Sabbia acquista una certa importanza, sia nel periodo preistorico, sia in particolare, in epoca gallica e romana. 
Da un punto di vista geografico, infatti, costituisce il percorso obbligato verso il Tirolo e le terre dei Germani. Ancora più importante è la presenza, nella zona di Provaglio, di miniere di piombo argentifero e rame, il cui sfruttamento pare fosse già iniziato dal III millennio a.C.
Forti, indomiti, indipendenti, questi primi “valsabbini” non tollerano intromissioni nel loro spazio vitale. Ma nell'89 a.C. in seguito alla “Lex Pompeia”, come racconta Plinio, la Valle Sabbia entra a far parte dei domini romani, come le terre dei Triumplini e dei Camuni. I suoi abitanti iniziano un lunghissimo conflitto con gli invadenti romani e ci vorrà tutta la potenza militare delle legioni di P. Silio e T. Druso per stroncare, fra il 16 ed il 14 a.C., gli ultimi ostinati focolai di resistenza.
La romanizzazione della Valle trova una vasta documentazione nelle epigrafi rinvenute sul territorio, citate anche dal Mommsen in “Corpus Inscriptionum Latinarum”. La più nota e significativa, oggi conservata nel Museo Romano di Brescia, si riferisce alla sepoltura del romano P. Atinio, della “gens” Fabia, sepolto a Vobarno, località che il testo della epigrafe definisce “...ai confini dell'Italia”.
Con la romanizzazione giunge anche la cristianizzazione. Si cancellano così nel tempo, e si sovrappongono usi, costumi; culti locali, linguaggi. Tracce importanti di un passato difficile ancora oggi da ricostruire.
All'epoca delle invasioni barbariche si insediano sul territorio valsabbino prima i Goti, poi i Longobardi e sembra sia dovuto a questi ultimi l'inizio dello sfruttamento sistematico delle miniere di ferro nelle valli bresciane. Un'iniziativa che, considerata in retrospettiva, appare quasi come una sorta di risarcimento, nel tempo, per le violenze di quelle antiche invasioni e che oggi, fa della Valle Sabbia, la capitale della siderurgia.
Gli eserciti romani e le forze barbariche si scontrano o patteggiano a lungo sul territorio della penisola, fino alla inevitabile realtà dei regni romano-barbarici. Per la Valle Sabbia, tuttavia questo è un lungo periodo di laboriosa tranquillità.

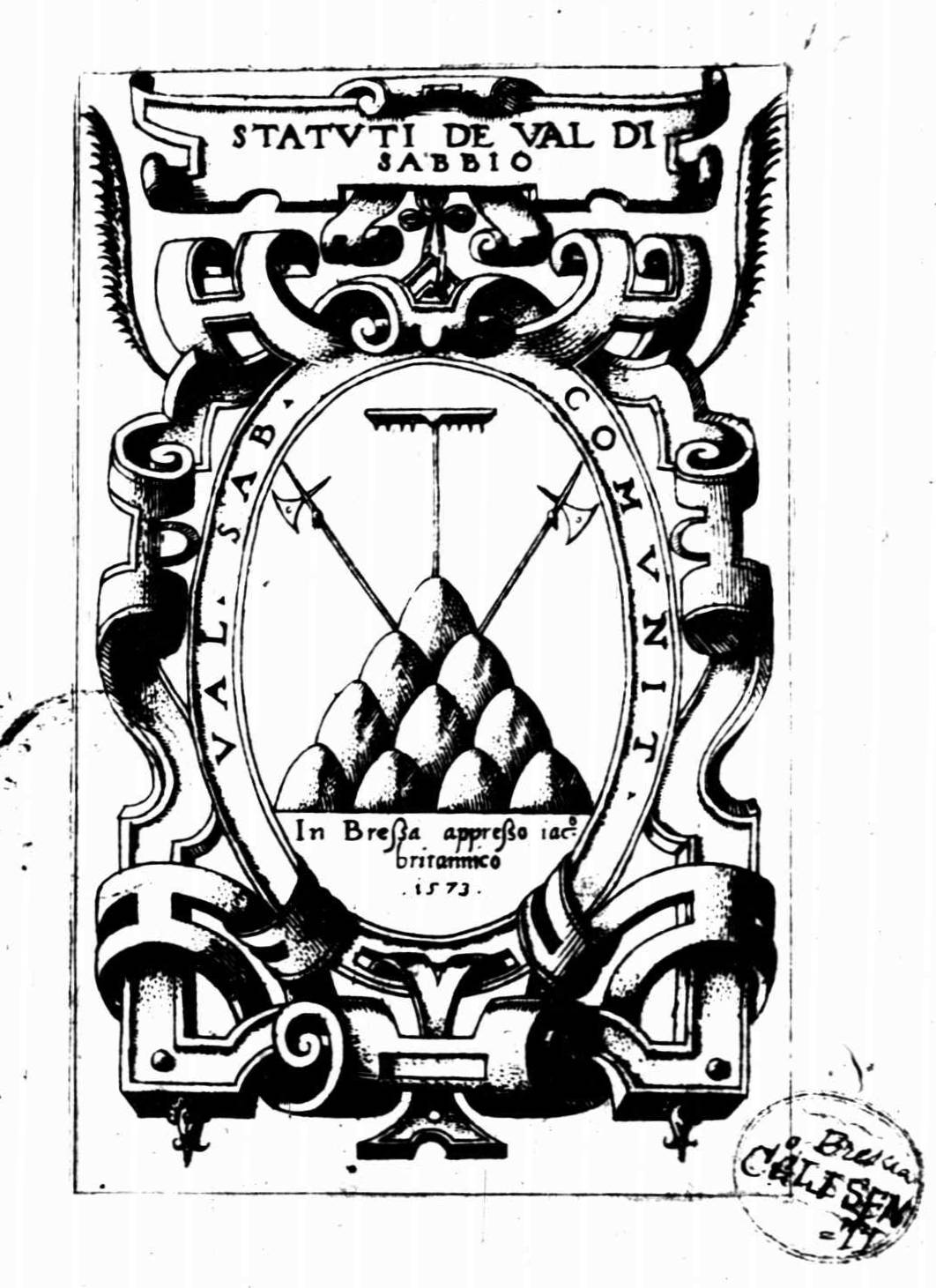
Statuti di Val di Sabbio, 1573

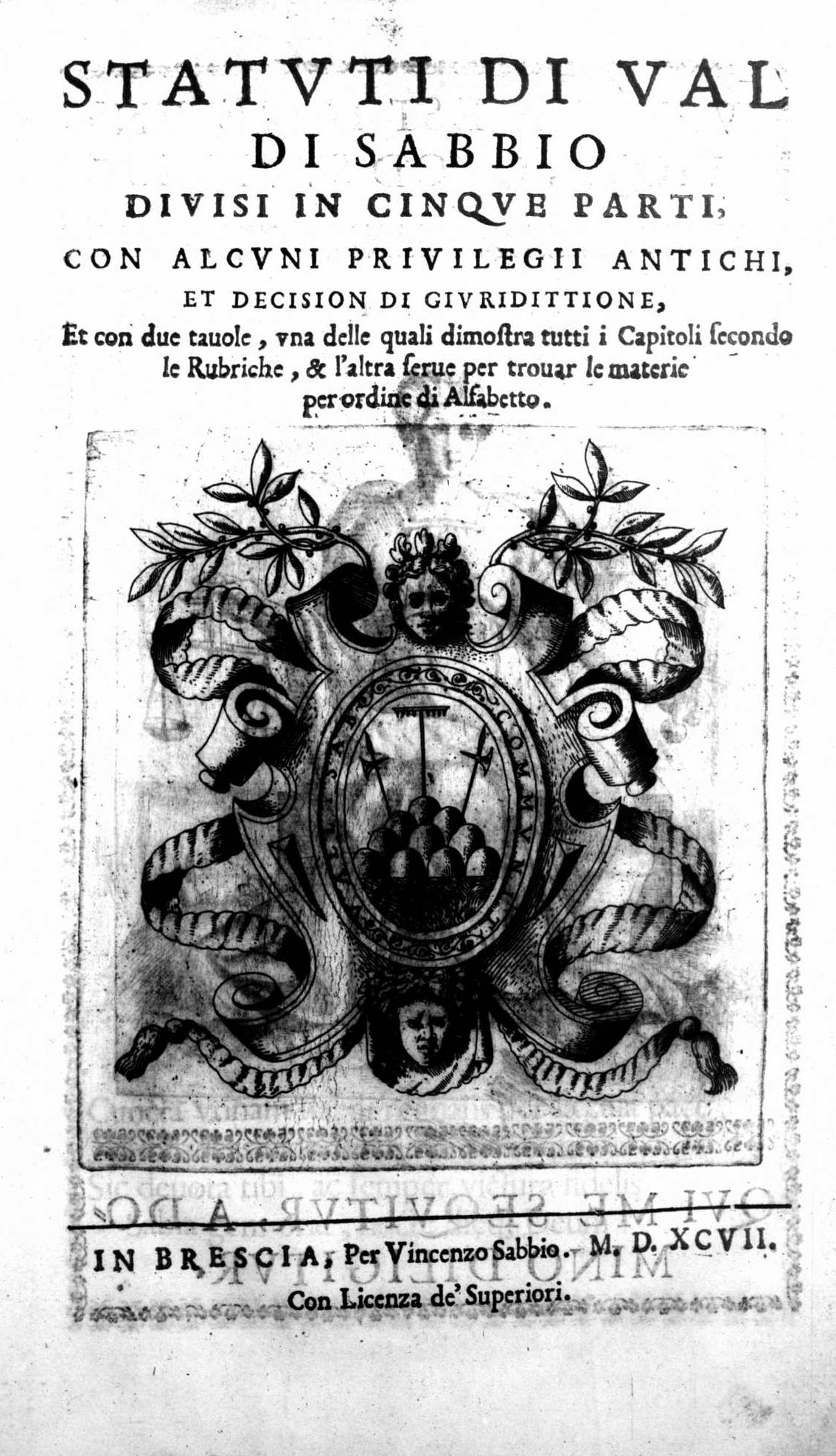
Statuti di Val di Sabbio, 1597

Solo nel XII secolo in età comunale, i valsabbini sono chiamati in causa per difendere le libertà democratiche di Brescia, minacciate dalla nobiltà. Al comando di Oberto da Savallo, capitano del comune, scendono in difesa della città. Lo faranno molte altre volte, battendosi al fianco di Brescia contro Federico II nel 1238, contro il Signore di Verona, Mastino Della Scala nel 1330, contro il duca di Milano nel 1426.
Contro Venezia la Valle Sabbia non si schiera, anzi stringe con lei un'alleanza che promette insolite, favorevoli condizioni di autonomia amministrativa. Naturalmente si impegna a combattere al suo fianco. Altre guerre, quindi e altre devastazioni. Nel 1439 il Piccinino, per rappresaglia, incendia e saccheggia Vestone e la Pertica. Inutile rievocare le conseguenze della resistenza ai Lanzichenecchi.
Tuttavia, nelle pause concesse dalla sanguinosa quotidianità della guerra, i valsabbini riprendevano con ostinazione e coraggio il lavoro dei campi e delle fucine. L'arte siderurgica era in costante progresso ed era proprio la guerra ad incentivarne lo sviluppo, tanto che la Valle Sabbia possedeva, da sola, ben 12 altiforni. Accanto agli altiforni, le fucine. Nel 1562 se ne contano in valle 50. Gli operatori valsabbini, (detti “Docimastri” o “Focimastri”) erano talmente quotati per la loro esperienza e noti per l'indiscussa bravura, da essere richiesti, oltre che a Milano e Venezia, anche in Danimarca, in Croazia, in Serbia.
L'alleanza con Venezia porta alla valle effettivi vantaggi. La sua autonomia è riconosciuta dalla Serenissima con esenzioni e favori che le consentono di autogovernarsi. Ha propri ordinamenti e gode di particolari statuti assai favorevoli allo sviluppo economico. È grazie a questa situazione che i secoli XVI e XVII sono caratterizzati, per la Valle, da un significativo slancio economico, artistico, religioso.
I commercianti si stendono fino ai ricchi mercati di Milano e Venezia. Nuove costruzioni civili e religiose e una notevole produzione artistica ed artigianale testimoniano l'affinarsi del gusto e un'insolita vena creativa. Risalgono a questo tempo felice i primi lavori dei Pialorsi di Levrange, detti `Boscaì”. Grandissimi intagliatori del legno, diedero a partire dal 1600 e per buona parte del 1700 le loro opere migliori. Sono sempre di questa epoca gli splendidi intagli di Ludovico da Nozza che ancora oggi si ammirano nel Duomo di Ferrara. A Venezia, nella chiesa della Madonna della Salute, ritroviamo uno splendido candelabro in bronzo, opera di Andrea Baruzzo di Sabbio. Pregevoli lavori di gusto rinascimentale e barocco vengono commissionati e magistralmente eseguiti dagli artigiani, nelle fucine della valle.
Ma alla fine del secolo XVIII la resa della Serenissima alle truppe napoleoniche coinvolge anche la Valle Sabbia. Nel recentissimo Convegno promosso a Nozza dalle Comunità di Valsabbia e Valtrompia, in occasione del bicentenario della caduta della Repubblica Veneta, il professor Marino Zorzi, direttore della Biblioteca Marciana così ha ricordato il crepuscolo dello Stato Veneto: “... Si arrese ai francesi non per codardia ma a seguito di una malinconica presa d'atto della realtà...”. Brescia, diventata subito filofrancese, è il nuovo, vicinissimo nemico contro cui la valle cerca di resistere. Ma la spedizione punitiva delle truppe napoleoniche al comando del generale Chevalier cancella dalla Valle Sabbia le ultime resistenze dei fedelissimi al governo veneto. “Un governo - ricorda Zorzi - di incredibile mitezza, tollerante nella cultura, ricco di istituzioni assistenziali per i deboli, umano nella amministrazione della giustizia”.
Dopo l'esperienza veneta risulta pesantissima la dominazione francese, alla quale succederà, nel XIX secolo, quella austriaca. Autonomia e libertà non sono che un lontanissimo ricordo. Tutto va in declino al punto che l'industria siderurgica, così fiorente ai tempi del sodalizio con Venezia, è costretta a chiudere buona parte dei forni fusori. La ribellione trova negli ideali risorgimentali la sua ragione di essere. Ideali portati in valle, in un primo tempo segretamente da Silvio Moretti (che morirà allo Spielberg) e G. Passerini, poi abbracciati senza riserve da un numero sempre crescente di giovani e meno giovani, appartenenti ad ogni ceto sociale.
Cittadini della Valle Sabbia partecipano ai moti del 1848, sono presenti alle Dieci giornate di Brescia nel 1849, combattono alla battaglia di Solferino e San Martino nel 1859. Il passaggio di Garibaldi fa parte delle cronache e della leggenda di tutti i paesi della valle. Lo ricorda, nel centro storico di Vestone, una lapide singolare, forse unica. “A GIUSEPPE GARIBALDI / LE DONNE DI VESTONE / AUSPICANTI PEI LORO FIGLI / P.P. / 11 OTTOBRE 1885”.
L'inaugurazione di questa lapide, alla quale presenziò anche Gabriele Rosa, fu seguita da una serie di polemiche, tra il serio e il faceto, a proposito del passo ...”LE DONNE DI VESTONE..” che aveva suscitato parecchi commenti. Il 900 porta in Valle Sabbia, come nel resto del mondo, una ventata di euforia e tante promesse. Nel 1901 il bresciano Giuseppe Zanardelli diventa Presidente del Consiglio. Qualche anno prima, come Ministro di Grazia e Giustizia, aveva visitato la Valle, interessandosi alle sue problematiche. Forse anche grazie al suo interessamento, nel 1898 era arrivata in valle l'elettricità. Nello stesso anno gli “zanardelliani” valsabbini costituiscono la “Cassa Cooperativa di Credito Valsabbina” che diventerà, nel 1941, “Banca Cooperativa Valsabbina”.
Nel 1902 viene messa in funzione la centrale elettrica del Caffaro. Un'opera decisamente avanzatissima per portata, lunghezza, voltaggio. Resterà fino al 1915/18 una delle centrali più importanti d'Europa. Nel 1907 la valle è collegata alla città da due ferrovie. La prima, Brescia - Rezzato - Tormini, inizialmente a vapore, verrà poi elettrificata. La seconda copre il tratto Rezzato - Vobarno - Caffaro. Poi la grande guerra del 1915/18. Vestone e Nozza sono territori di confine, l'immediato retroterra del Fronte, con tutte le conseguenze di una simile posizione. Requisizione di edifici, chiese e scuole trasformate in ospedali da campo, ma anche grande passaggio e grandi affari. I ragazzi di leva e ..”tutti gli uomini validi” sono però chiamati al fronte ed i nomi di molti di loro verranno scritti sulle lapidi commemorative. Il Fascismo giunge in Valle con le sue scritte trionfalistiche... E sarà proprio particolarmente nella seconda guerra mondiale che la Valle Sabbia darà un indimenticabile contributo di eroismo e di sangue nell'epopea dei Battaglioni “Vestone” e “Valchiese” a Nikolajewska e nella resistenza partigiana della Brigata Perlasca.
Gli anni della ricostruzione vedono tutti impegnati in un comune sforzo di sviluppo del Paese. In questo clima, da queste radici, nasce e si sviluppa l'impegno e il lavoro di Giulio Pietro Ebenestelli, fondatore della IVARS.

## Comuni
Fanno parte della Val Sabbia i seguenti 27 comuni:
| Pos.   | Stemma | Comune di            | Popolazione (ab) | Superficie (km²) | Densità (ab/km²) | Altitudine (m s.l.m.) |
| ------ | ------ | -------------------- | ---------------- | ---------------- | ---------------- | --------------------- |
| 1º     |        | Gavardo              | 12.363           | 29,58            | 417,95           | 199                   |
| 2º     |        | Vobarno              | 8.291            | 53,20            | 155,84           | 245                   |
| 3°     |        | Prevalle             | 6.958            | 9,99             | 696,5            | 180                   |
| 4º     |        | Villanuova sul Clisi | 5.871            | 9,12             | 643,75           | 216                   |
| 5°     |        | Roè Volciano         | 4.332            | 5,75             | 753,39           | 240                   |
| 6º     |        | Vestone              | 4.124            | 12,90            | 319,68           | 318                   |
| 7°     |        | Sabbio Chiese        | 4.047            | 18               | 224,83           | 277                   |
| 8º     |        | Bagolino             | 3.786            | 109,69           | 34,51            | 778                   |
| 9º     |        | Serle                | 3.084            | 18               | 171,33           | 493                   |
| 10º    |        | Paitone              | 2.193            | 7                | 313,28           | 177                   |
| 11º    |        | Odolo                | 1.907            | 6,5              | 293,38           | 345                   |
| 12º    |        | Idro                 | 1.866            | 22               | 84,81            | 368                   |
| 13º    |        | Agnosine             | 1.625            | 13,65            | 119,04           | 465                   |
| 14º    |        | Casto                | 1.616            | 21,41            | 75,47            | 417                   |
| 15º    |        | Preseglie            | 1.465            | 11               | 133,18           | 391                   |
| 16º    |        | Vallio Terme         | 1.418            | 15,05            | 94,21            | 400                   |
| 17º    |        | Bione                | 1.291            | 17,56            | 73,51            | 600                   |
| 18º    |        | Barghe               | 1.144            | 5,4              | 211,85           | 295                   |
| 19º    |        | Provaglio Val Sabbia | 861              | 14,87            | 57,90            | 678                   |
| 20º    |        | Mura                 | 776              | 12               | 64,66            | 691                   |
| 21º    |        | Pertica Bassa        | 551              | 30               | 18,36            | 511                   |
| 21º    |        | Pertica Alta         | 551              | 20               | 27,55            | 900                   |
| 22º    |        | Treviso Bresciano    | 526              | 17,83            | 29,5             | 687                   |
| 23º    |        | Lavenone             | 491              | 31               | 15,83            | 385                   |
| 24º    |        | Anfo                 | 440              | 23,17            | 18,99            | 400                   |
| 25º    |        | Capovalle            | 335              | 23               | 14,56            | 1.000                 |
| Totale | Totale | Totale               | 71.890           | 557,67           | 128,91           | 448                   |